# Presa de Paradela
El embalse de Paradela es una infraestructura hidroeléctrica portuguesa situada en el río Cávado. Se encuentra en el municipio de Montalegre, en el distrito de Vila Real. Es una de las construcciones más altas de Portugal.
Su embalse tiene una capacidad de 164,5 hm³, con una superficie de 380 hectáreas y una pendiente de 72 m.
Tiene una capacidad máxima de descarga de 720 m³/s. La longitud de coronación es de unos 540 m.